# نیکولای کاپوستین
نیکولای کاپوستین (روسی: Никола́й Ги́ршевич Капу́стин؛ ۲۲ نوامبر ۱۹۳۷ – ۲ ژوئیهٔ ۲۰۲۰) نوازنده پیانو، آهنگساز، و موزیسین جاز اهل اوکراین بود.